# معبد هيرا، مون ريبوس

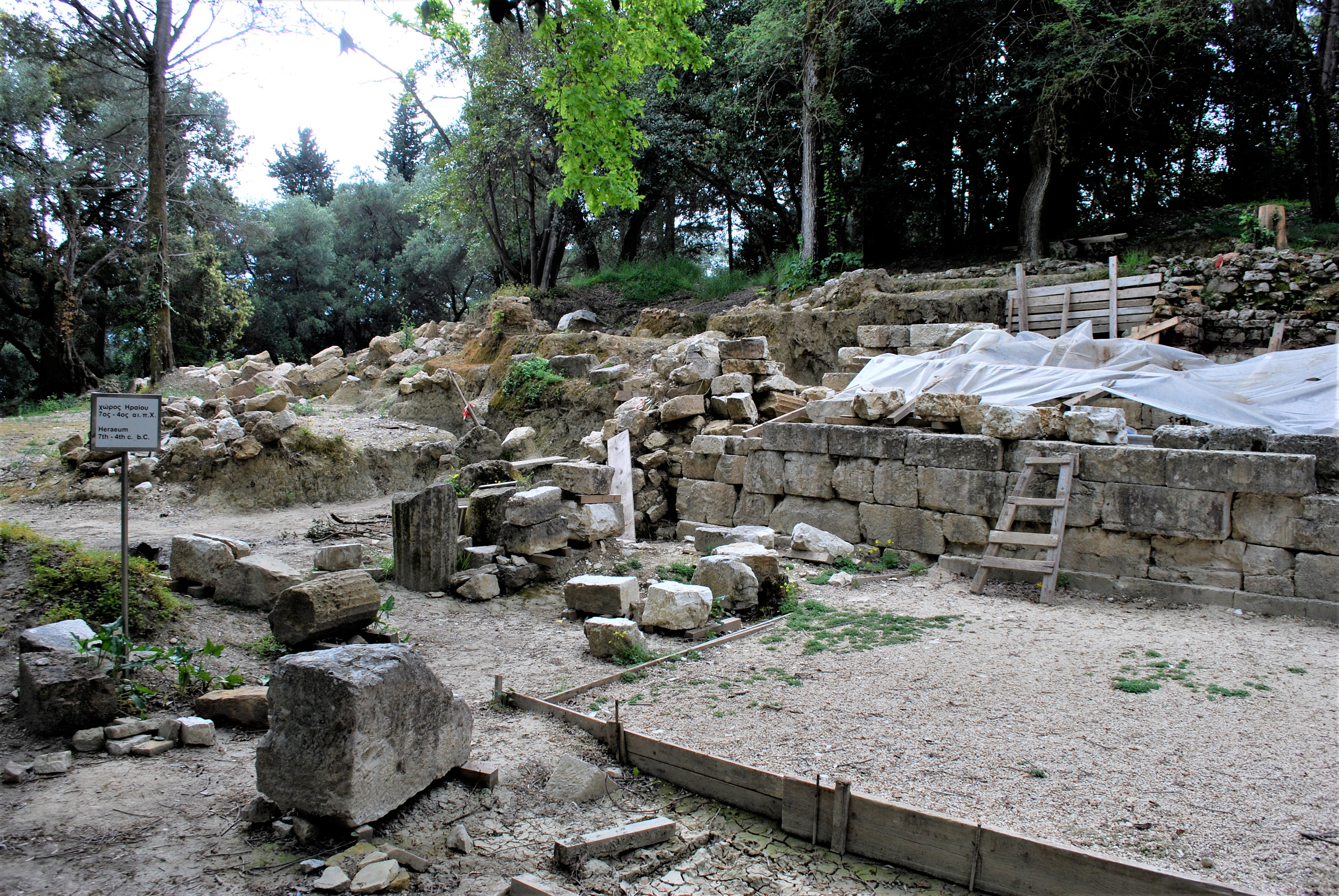
أنقاض المعبد

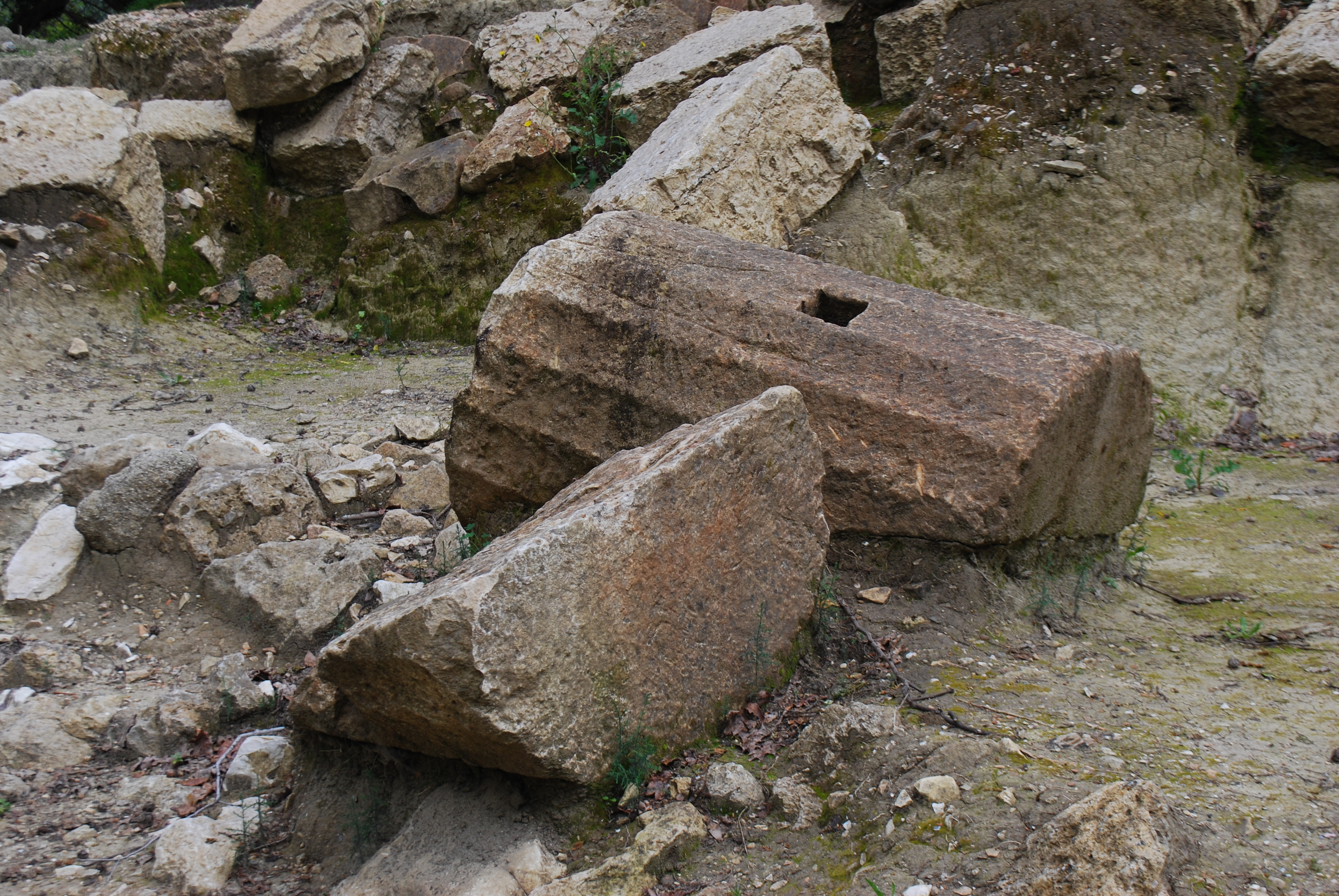
أنقاض أحد الأعمدة

معبد هيرا أو هيرايون (باليونانية: Ναός της Ήρας) هو معبد عتيق في كورفو، اليونان، بُني نحو عام 610 ق.م في مدينة كوركيرا العريقة (أو كورسيرا)، في الموقع الذي يُعرف اليوم ببالايوبوليس، ويقع ضمن أرضية فيلّا مون ريبّوس. يُعتبر حرم هيرا المقدس في مون ريبّوس معبدًا كبيرًا، وواحدًا من بواكير الأمثلة على العمارة اليونانية العتيقة.
سقف المعبد مزين بأشكال مصنوعة من الطين النضيج، مثل الأسُود والغورغونات وعذارى دايدالا، شكّلها الحرفيون الذين ألهمم التراث الأسطوري عبر المتوسط ولونوها بألوان حية، جاعلين منه واحدًا من أكثر معابد اليونان العتيقة تعقيدًا في الزينة ومشروع بناء السقف الأكثر طموحًا في عصره. وبسبب بنائه على قمة هضبة أناليبسيس، كان حرم هيرا المقدس مرئيًا بوضوح بالنسبة للسفن المقبلة ناحية الواجهة المائية لمدينة كوركيرا العريقة.

## موقعه
يتموضع معبد هيرا على الحدود الغربية لمون ريبّوس، باتجاه الشمال الغربي قرب معبد كارداكي. ويبعد 700 مترًا (نحو 2.300 قدم) تقريبًا إلى الجنوب الشرقي من معبد آرتميس في كورفو. بُني معبد هيرا على قمة هضبة أناليبسيس، ونتيجة لموقعه البارز، كان مرئيًا بوضوح بالنسبة للسفن العابرة بالقرب من الواجهة المائية لمدينة كوركيرا العريقة.

## اكتشافه
عقب اكتشاف عمال لتيجان أعمدة دورية أثناء فتحهم طريقًا في هضبة أناليبسيس، زار عالم الآثار فيلهيلم دوربفيلد المنطقة عام 1914 لفترة وجيزة، وبدأ عمليات التنقيب نيابةً عن المعهد الألماني للآثار. غادر بعد تنقيباته دون عودة. وبعد كثير من الوقت، بدأ عالما الآثار اليونانيان جورج دونتاس وبيتروس كاليغاس عمليات تنقيب واسعة النطاق لصالح دائرة الآثار اليونانية في يوليو من عام 1962، وانتهت تلك العمليات عام 1967. نشر عالما الآثار بعدها سبعة تقارير سردا فيها نتائج اكتشافاتهما.
أعاد علماء الآثار اليونايون حفر موقع تنقيبات دوربفيلد وتوسعوا في المناطق المحيطة. وقرروا أن بقايا المعبد تعرضت للنهب خلال العصرين البيزنطي والفينيسي وأنه لم يبقَ أنقاض على هضبة أناليبسيس، حيث كان المعبد قائمًا ذات يوم. إضافة إلى أن خريطة الطبقات الأرضية قد اضطربت كليًا. مع ذلك، وُجدت آثار السور الدائري المحيط بباحة المعبد القديم، الذي كان ذو علو كبير في مناطق معينة. دمّر طريق بُني في الأوقات الحديثة أجنحة المعبد الغربية والجنوبية. وباتجاه الشمال الغربي للمعبد، تأثرت التنقيبات بكثافة نمو النباتات.

## تطوره
أُجريت تنقيبات علماء الآثار اليونانيين على معظم منطقة المعبد، وحُفظت البقايا المعمارية التي اكتشفوها في متحف آثار كورفو. وجدت التنقيبات دليلًا على أن الحرم المقدس كان موجودًا مبكرًا منذ القرن السابع ق.م. وبُني هيكل كبير في نهاية ذلك القرن يكمله هياكل فرعية وباحة. دمر حريق كبير المعبد في القرن الخامس ق.م. لكن أعيد بناؤه وتوسع وبُني معبد جديد في القرن الرابع ق.م. دُمر المعبد الجديد بالكامل خلال العصرين البيزنطي والفينيسي نتيجة نهب أحجاره لاستخدامها في مواد البناء.

## العمارة
يُعتبر حرم هيرا المقدس في مون ريبّوس معبدًا كبيرًا، وواحدًا من بواكير الأمثلة على العمارة اليونانية العتيقة.
سقف المعبد مزين بأشكال مصنوعة من الطين النضيج، مثل الأسود والغورغونات وعذارى دايدالا، شكّلها الحرفيون الذين ألهمم التراث الأسطوري عبر المتوسط ولونوها بألوان حية، جاعلين من معبد هيرا واحدًا من أكثر معابد اليونان العتيقة تعقيدًا في الزينة ومشروع بناء السقف الأكثر طموحًا في عصره. كانت عناصر الأسود بلاطات سقف قوسيّة ناتئة أعلى الجدران تحتوي على مصبات مياه في أفواهها لتصرف المياه المتجمعة على السطح.
مشروع هيرايون العتيق الرقمي في مون ريبّوس هو مشروع أخذ على عاتقه مهمة رقمنة البقايا المعمارية التي وُجدت في هيرايون كورفو، وهدفه إعادة بناء معبد بالايوبوليس بصورة ثلاثية الأبعاد في فضاء واقع افتراضي.